# Groß-Simbabwe

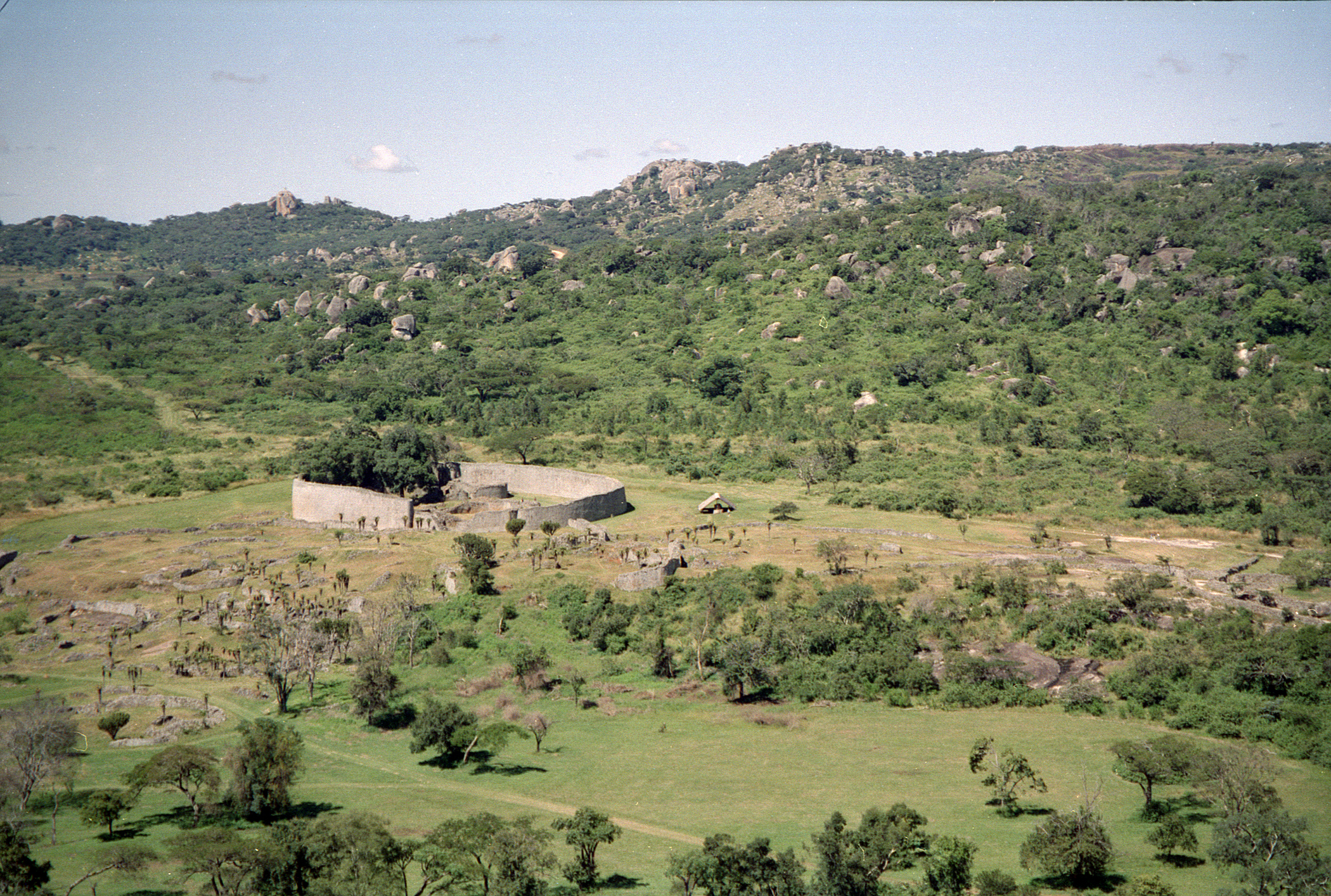
Überblick vom Hill-Komplex nach Süden, 1997

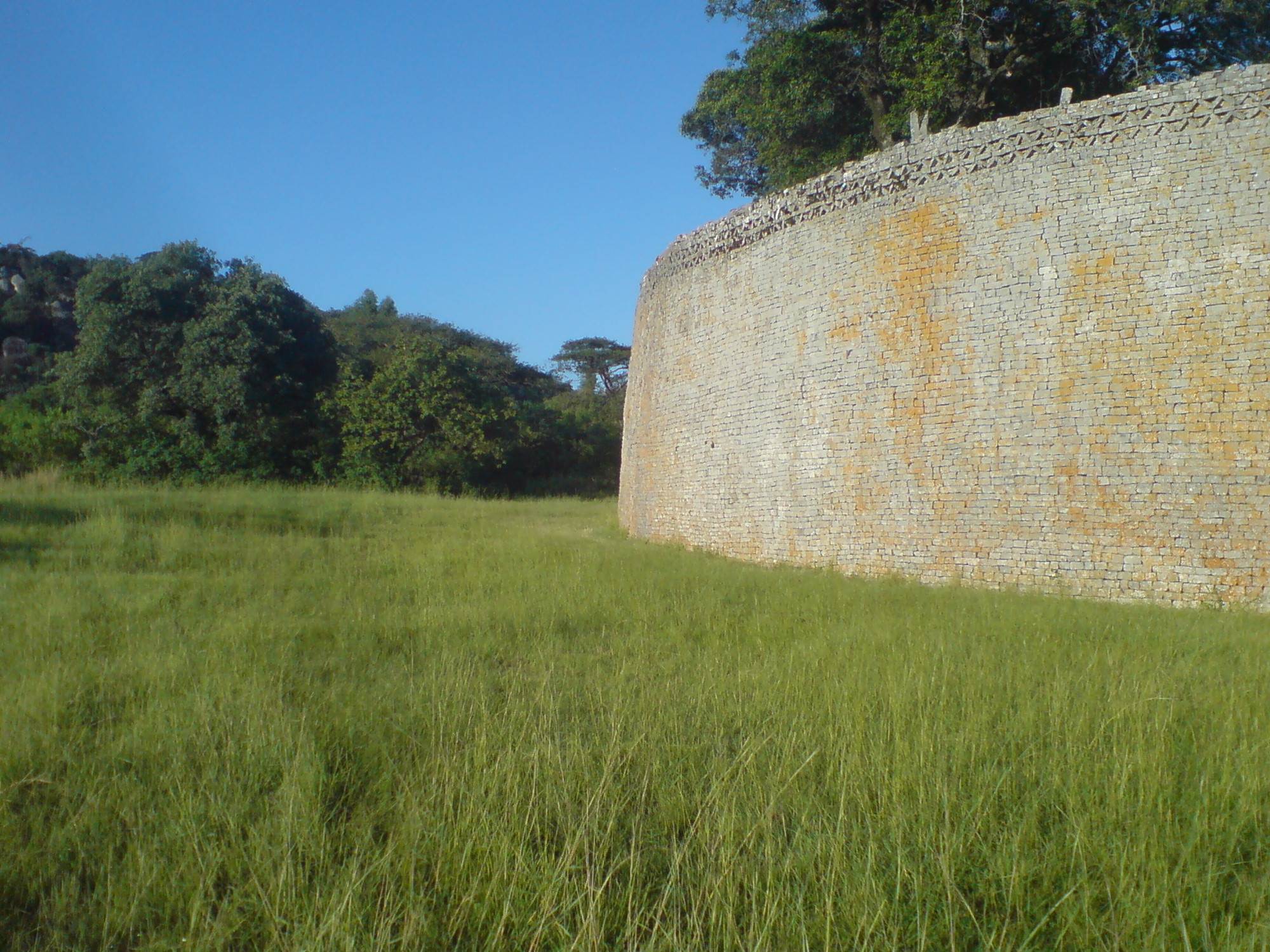
Die Mauer der Großen Einfriedung, 2010

Groß-Simbabwe (auch Alt-Simbabwe, englisch Great Zimbabwe) ist eine Ruinenstadt, die 25 Kilometer von Masvingo entfernt in der Provinz Masvingo in Simbabwe liegt. Der Name Simbabwe bedeutet je nach Dialekt Große Steinhäuser oder geehrte Häuser. Die Ansiedlung auf dem gleichnamigen Plateau war die Hauptstadt des Munhumutapa-Reiches (auch Monomotapa-Reich), das außer dem heutigen Simbabwe auch Teile von Mosambik umfasste. Groß-Simbabwe hatte in seiner Blütephase vom 11. bis zur Mitte des 15. Jahrhunderts bis zu 18.000 Einwohner, wurde von den Monarchen Simbabwes als königlicher Palast genutzt und war das politische Machtzentrum. Der Reichtum der Metropole beruhte auf Rinderzucht, Goldgewinnung und Fernhandel. Zeugnisse des spirituellen Zentrums sind die Simbabwe-Vögel aus Speckstein. Die Anlage ist der größte vorkoloniale Steinbau in Afrika südlich der Sahara und einer der ältesten.
Die Stadt war bereits verlassen und dem Verfall preisgegeben, als erstmals Europäer im 16. Jahrhundert auf sie aufmerksam wurden. Irrtümlicherweise wurde sie lange Zeit als Heimat der Königin von Saba gedeutet. Die Ergebnisse der archäologischen Forschung widerlegen diese These jedoch; als Entstehungszeit der Anlage wird die späte Eisenzeit angenommen, was in dieser Region dem 11. Jahrhundert entspricht.
Die Ruinen von Groß-Simbabwe finden sich seit 1981 im Staatswappen Simbabwes abgebildet und stehen seit 1986 auf der UNESCO-Liste des Weltkulturerbes.

## Geografie

### Lage
Groß-Simbabwe liegt 240 Kilometer südlich der Hauptstadt Harare und etwa 25 Kilometer südsüdöstlich von Masvingo, dem früheren Fort Viktoria, entfernt in der Masvingo-Provinz in der südlichen Hälfte von Simbabwe. Die Ruinen liegen auf einer Höhe von 1140 m. Unmittelbar nördlich, etwa zwei Kilometer entfernt, beginnt der Landschaftspark Mutirikwi Recreational Park mit dem Lake Kyle und dem Lake Mutirikwi. Dieser Stausee bedeckt etwa 90 km² und wurde seit 1960 aufgestaut, als der Kyle-Damm im Fluss Mutirikwi, einem Nebenfluss des Runde, erbaut wurde.
Die Lage auf diesem Plateau bot der Stadt einen natürlichen Schutz vor der Schlafkrankheit (Afrikanische Trypanosomiasis). Diese durch die Tsetsefliege verbreitete Krankheit kann Menschen und Rinder töten, jedoch sind Tsetsefliegen nur in tiefer liegenden Gebieten verbreitet.
Südwestlich der Ruinenstätte liegt die Morgenster Mission, eine 1894 im Auftrag der Dutch Reformed Church von John T. Helm errichtete Missionsstation mit Hospital. Nördlich führt die Straße nach Masvingo, und im Osten liegt der kleine Ort Dorogoru.

### Gliederung

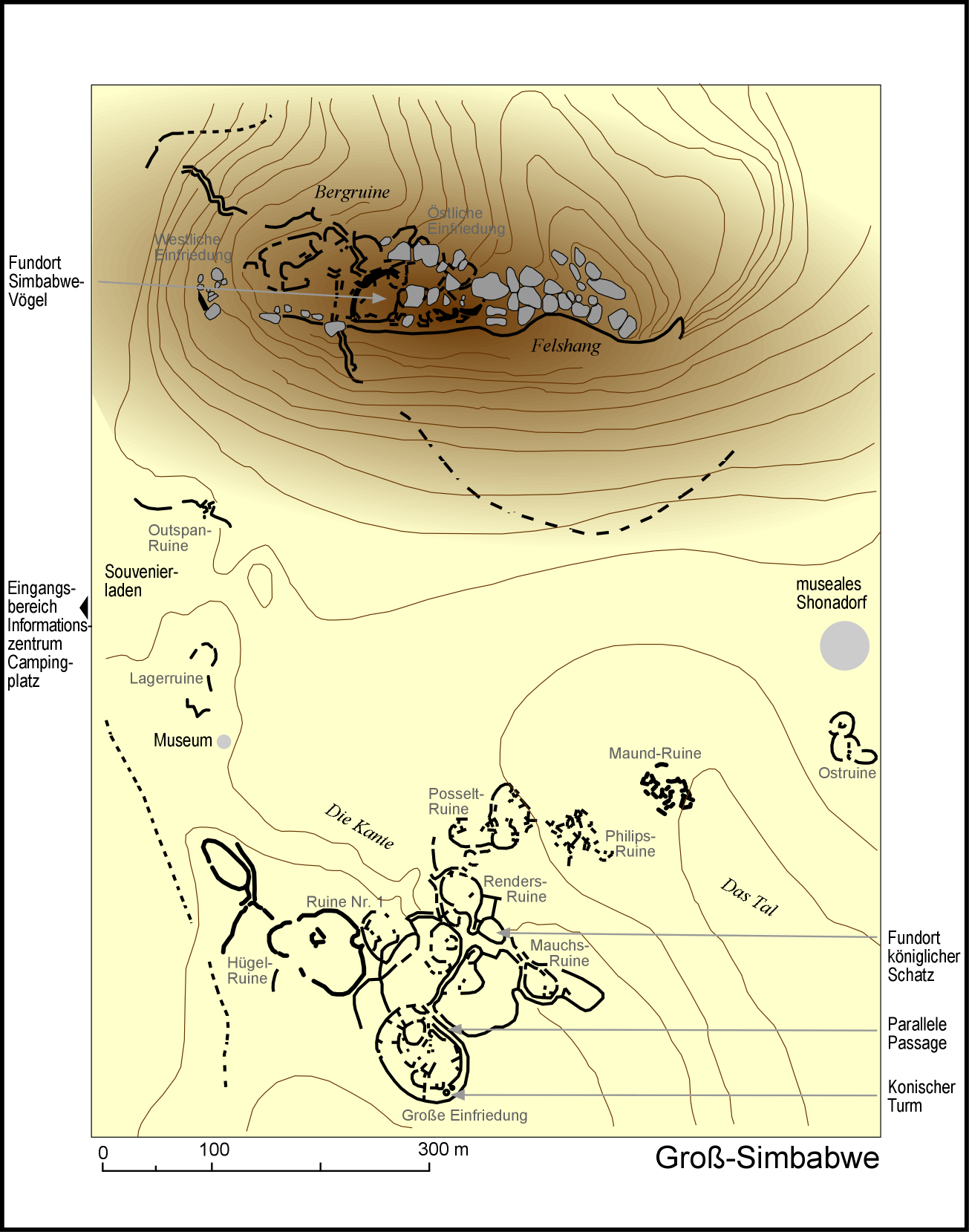
Anordnung der Ruinen von Groß-Simbabwe

Die Stätte umfasst ein 722 Hektar großes, umzäuntes Gebiet und ist in vier Teile gegliedert: Auf der Anhöhe befindet sich die sogenannte Bergruine, in der Talebene südlich davon die Einfriedungen, östlich davon das museale Shonadorf und westlich der Einfriedungen die moderne Infrastruktur mit Hotel, Campingplatz, Verwaltungsgebäuden und Zufahrtsstraßen.
Südlich der Bergruine öffnet sich ein relativ breites Tal, in dem die Einfriedungen stehen, von denen die Große Einfriedung das südlichste Bauwerk darstellt. Im Westen liegen – von Norden nach Süden – die Outspan-Ruine, die Lagerruine und die Hügelruine. Die übrigen, kleineren Ruinen wurden vor allem nach ihren jeweiligen Erforschern benannt: Unmittelbar nördlich der Großen Einfriedung liegen die Ruine Nr. 1, die Posselt-Ruine, die Renders-Ruine und die Mauch-Ruine. Östlich davon schließen sich die Philips-Ruine, die Maund-Ruine und die Ostruine an.

### Geologie
Das Areal, auf dem sich die Ruinen von Groß-Simbabwe befinden, liegt etwa 110 Kilometer östlich des Great Dyke, in dem begehrte Edelmetalle, vor allem Gold, abgebaut wurden. Der Untergrund von Groß-Simbabwe selbst besteht überwiegend aus Granit mit massiven Gneisadern, die im frühen Präkambrium durch Kontaktmetamorphose entstanden. Geologische Untersuchungen erbrachten, dass die zum Bau der Mauern verwendeten Granitblöcke vor allem auf Biotitbasis entstanden sind. Die Zusammensetzung besteht zu 35 % aus Quarz, zu 58 % aus Feldspat (Mikroklin 28 %, Plagioklase 30 %), zu 4 % aus Biotit, zu 3 % aus Muskovit und zu weniger als 1 % aus Eisenerz. Als härtere Steine zur Bearbeitung des Granits für die Bauwerke wurden Diorite verwendet.

### Klima
Der Ort befindet sich in einer subtropischen bis tropischen Klimazone mit feuchten, teilweise schwül-heißen Sommern und winterlicher Trockenzeit. Die durchschnittliche Jahrestemperatur in Groß-Simbabwe liegt zwischen 20,8 und 26,1 °C. Die wärmsten Monate sind Oktober und November mit durchschnittlich 29,2 beziehungsweise 28,7 °C, die kältesten Juni und Juli mit 5,8 beziehungsweise 5,4 °C im minimalen Mittel. Die Temperatur fällt fast nie unter den Gefrierpunkt. Der meiste Niederschlag ist im Dezember mit durchschnittlich 140 Millimetern, der geringste im Juni und Juli mit durchschnittlich 3 und 6 Millimetern zu verzeichnen. Wegen des Sommermonsuns fallen die Niederschläge besonders im Zeitraum von Mitte November bis Ende Januar; der Jahresdurchschnitt liegt bei 614 Millimetern. Nach Innocent Pikirayi, Dozent für Geschichte und Archäologie an der Universität Simbabwe und Kenner der Ausgrabungsstätte, sollen die Niederschlagswerte für das Gebiet rund um die Ruinen jedoch höher, nämlich bei 800 bis 1000 Millimetern jährlich liegen, was bedeuten würde, dass die Landwirtschaft ertragreicher war.

### Vegetation
Der Vegetation in Groß-Simbabwe, insbesondere der Mobola-Pflaume oder Muhacha (Parinari curatellifolia), einem Goldpflaumengewächs, wird eine mythische Bedeutung zugeschrieben. Exotische eingeschleppte Pflanzen, die heute den Ort beherrschen, sind die Jacaranda (Jacaranda mimosifolia), der Eukalyptus und die Wandelröschen (Lantana camara). Die Ruinen waren im Laufe der Zeit von vielen Exemplaren der Red milkwood (Mimusops zeyheri, aus der Gattung der Sapotengewächse) und von einer strauchartigen Nessel (Girardinia condensata) überwuchert.

## Geschichte

### Name
Es gibt zwei Thesen über die Herkunft des Wortes „Simbabwe“: Die erste besagt, dass das Wort von Dzimba-dza-mabwe abgeleitet ist, übersetzt vom Karanga-Dialekt der Shona als „großes Haus aus Stein“ (dzimba = die Häuser, mabwe = der Stein) oder auch großes Steinhaus/Steinpalast (das Präfix z- markiert eine Vergrößerungsform wie das italienische Suffix -one). Die Karanga-sprechenden Shona wohnen rings um Groß-Simbabwe; vermutlich bewohnten sie die Region bereits beim Bau der Stadt. Die zweite These geht davon aus, dass Zimbabwe eine kontrahierte Form von dzimba-hwe ist, was im Zezuru-Dialekt von Shona „geehrte Häuser“ bedeutet, ein Ausdruck, der für die Gräber und Häuser der Häuptlinge verwendet wurde. Die Stadt war Namenspatin des Staats Simbabwe (auch Zimbabwe, ehemals Südrhodesien).
Der Zusatz „Groß“ (beziehungsweise „Great“) dient der Unterscheidung von rund 150 kleineren Ruinen, genannt Simbabwes, die über das ganze Land Simbabwe verteilt sind. Auch in Botswana gibt es etwa 100 Simbabwes, während sich die Zahl der Simbabwes in Mozambique noch nicht abschätzen lässt.

### Eisenzeitliche Geschichte

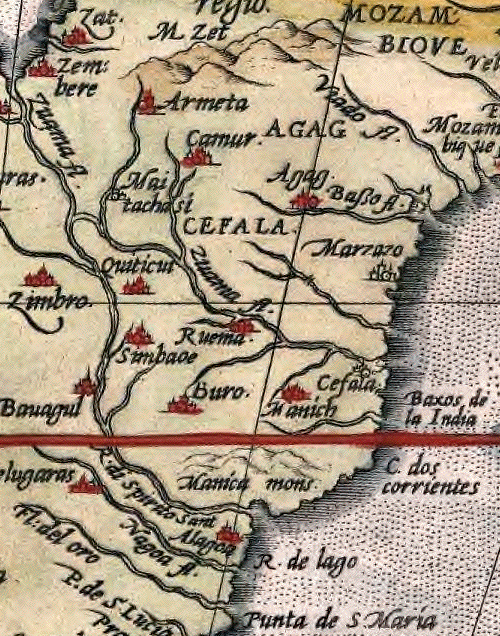
Africae tabula nova 1570:
Cefala = Sofala,
Manich = Manica,
Simbaoe = Gr. Simbabwe,
Zuama = Sambesi.

Das Gebiet um Groß-Simbabwe wurde in der Zeit von 300 bis 650 n. Chr. besiedelt. Davon zeugen Felsmalereien in dem etwa acht Kilometer von Masvingo entfernten Gokomere. Die Gokomere/Ziwa-Tradition mit ihrer charakteristischen Keramik und dem Gebrauch von Kupfer wird archäologisch der Eisenzeit zugeordnet. Die Ziwakultur errichtete jedoch keine Steinbauten.
Erste bäuerliche Ansiedlungen in Mapungubwe am Limpopo stammen aus der Zeit um das Jahr 900. Das dortige Königreich bestand etwa zwischen 1030 und 1290; mit seinem Niedergang aufgrund veränderter klimatischer Bedingungen begann der Aufstieg Groß-Simbabwes. Auf dem Plateau von Groß-Simbabwe scheinen Jäger und Sammler, eisenzeitliche Ackerbaukultur und arbeitsteilige Gesellschaften direkt aufeinander gestoßen zu sein. Es entstanden teils nacheinander, teils parallel mehrere Staaten. Groß-Simbabwe war das erste Zentrum des Mutapa-Reiches, dessen Macht bis an die Küste reichte und auch nördlich und südlich über das heutige Simbabwe hinausging. Khami, ein ähnlich großer Komplex von Gemäuern sieben Kilometer westlich von Bulawayo, entstand zunächst parallel und war später Zentrum des Torwa-Reiches.

### Das Königreich von Munhumutapa
Groß-Simbabwe ist eine der ältesten steinernen Bauanlagen südlich der Sahara. Die Arbeiten begannen im 11. Jahrhundert und wurden bis zum 15. Jahrhundert fortgesetzt. Es gibt deutliche Hinweise, aber keinen eindeutigen Beweis, dass die Erbauer und Bewohner der Stadt Vorfahren der heutigen Shona waren, des Bantuvolkes, das etwa achtzig Prozent der Bevölkerung der heutigen Republik Simbabwe stellt. So sind die gefundenen Keramiken den heutigen sehr ähnlich. Da diese Kultur aber keine Schrift entwickelte, fehlt es am letzten Beweis. In der Blütezeit sollen auf dem Areal 20.000 Menschen gelebt haben. Handelsverbindungen mit arabischen Küstenstädten sind archäologisch durch Münzfunde belegt. Es wurde auf dem Gebiet allerdings neben zahlreichen Objekten aus der Blütezeit auch Keramik gefunden, die 600 Jahre älter ist als die Bauten. Der Goldreichtum des Landes war der Hauptgrund für die Handelsaktivitäten arabischer und persischer Händler an der Südspitze Afrikas und für Stadtgründungen der Swahili in Mosambik.
Um 1450 wurde Groß-Simbabwe verlassen, wahrscheinlich weil die hohe Bevölkerungskonzentration das Land ausgelaugt hatte. Der Mutapa-Staat verlagerte sein Zentrum nach Norden und verlor seine Vormachtstellung an den Torwa-Staat. Neues Zentrum wurde für etwa 200 Jahre dessen Hauptstadt Khami.

## Expeditionen und archäologische Erforschung

### Portugiesische Expeditionen und ihre Rezeption
Als erste Europäer begründeten die Portugiesen Anfang des 16. Jahrhunderts ein Fort bei Sofala und versuchten den südafrikanischen Goldhandel in ihre Hand zu bekommen. Sie suchten daher Mwene Mutapa, das Oberhaupt des Karanga-Königreiches. In einem Brief des Diego de Alçacova an den portugiesischen König von 1506 heißt es, dass in Zunbahny, der Hauptstadt des Mwene Mutapa „die Häuser des Königs … aus Stein und Lehm, sehr groß und auf einer Ebene“ seien. 1511 besuchte dann mit dem portugiesischen Forschungsreisenden António Fernandes erstmals ein Europäer die Stätte. Er berichtete, dass „Embiere … eine Festung des Königs von Menomotapa … jetzt aus Stein … ohne Mörtel“ gewesen sei. Sie trugen auch die Legende nach Europa, dass die Stadt die Heimat der Königin von Saba gewesen sei. Im Jahr 1531 beschrieb Vicente Pegado, Hauptmann der portugiesischen Garnison in Sofala, Groß-Simbabwe folgendermaßen: „Inmitten der Goldminen auf der inländischen Ebene zwischen den Flüssen Limpopo und Zambesi steht eine Festung, die aus erstaunlich großen Steinen und ganz ohne Mörtel erbaut wurde … Dieses Bauwerk ist fast ganz von Hügeln eingeschlossen, auf denen ähnliche Bauwerke aus Stein ohne Mörtel stehen. Eines dieser Bauwerke ist ein Turm von über 22 Metern Höhe. Die Einheimischen des Landes nennen diese Bauwerke Symbaoe, was in ihrer Sprache Hof bedeutet.“ Den Bericht veröffentlichte 1552 João de Barros in seinem Werk Décadas da Ásia. Die Angaben beruhten in erster Linie auf Schilderungen von Swahili-Händlern in Sofala.
Die andere Nennung von Steinbauten in dieser frühen Zeit findet sich in dem 1609 veröffentlichten Werk Ethiopia Oriental von João dos Santos, der zwischen 1586 und 1595 im Land Mwene Mutapa als Missionar gewirkt hatte. Dessen Angaben beziehen sich aber auf Steinbauten am anderen Ende der Ebene, Groß-Simbabwe entgegengesetzt, auf dem Fura-Berg (heute Mount Darwin) im Mashonaland:
„Auf dem Gipfel dieses Berges stehen noch einige Fragmente alter Mauern und antike Ruinen aus Stein und Mörtel. … Die Eingebornen … versichern: Ihnen sei von ihren Vorfahren überliefert worden, dass diese Häuser einst eine Faktorei der Königin von Saba darstellten. Man habe von hier große Goldmengen gebracht, die man zu Schiff auf den Flüssen Cuamas zum Indischen Ozean transportiert habe … Nach anderen stammen die Ruinen von einer Niederlassung König Salomons. … Zwar kann ich mich nicht verbindlich äußern, doch behaupte ich: Der Fura- oder Afura-Berg könnte das «Land Ophir» sein, woher Gold nach Jerusalem gebracht wurde. Dies gäbe der Behauptung eine gewisse Glaubwürdigkeit, dass es sich bei den fraglichen Bauten um eine Faktorei König Salomons handelte.“
Kurz nachdem dos Santos seinen Bericht veröffentlicht hatte, fügte Diogo de Couto, der Nachfolger von João de Barros, in das Werk De Asia ein, dass „man vermutet, dass … die Königin von Saba … Gold an diesen Orten abbauen ließ … die großen Steinbauten … werden von den Kaffern Simbaoe genannt, und es sind starke Festungswerke.“ Obwohl de Barros und dos Santos erkannten, dass sie sich auf fragwürdige Spekulationen einließen, regten die von ihnen der Öffentlichkeit vorgetragenen Vorstellungen die Phantasie ihrer Rezipienten dermaßen an, dass ihre Schilderung zweihundert Jahre lang von den besten Geografen Europas wiederholt wurde und ihr „im gleichen Maße exotisches Beiwerk zuwuchs, in dem eine Spekulation, die noch immer etwas mit begrifflichem Denken zu tun hatte sich in ein fraglos hingenommenes Dogma verwandelte.“ Solche Wiederholungen finden sich in den Werken der Italiener Livio Sanuto (1588) und Antonio Pigafetta (1591), der Engländer Samuel Purchas (1614), John Speed (1627), John Ogilby (1670), Peter Heylin (1656) und Olfert Dapper (1668) sowie der Franzosen Jean-Baptiste Bourguignon d’Anville (1727) und Charles Guillain.

### Die Expedition von Karl Mauch (1871)

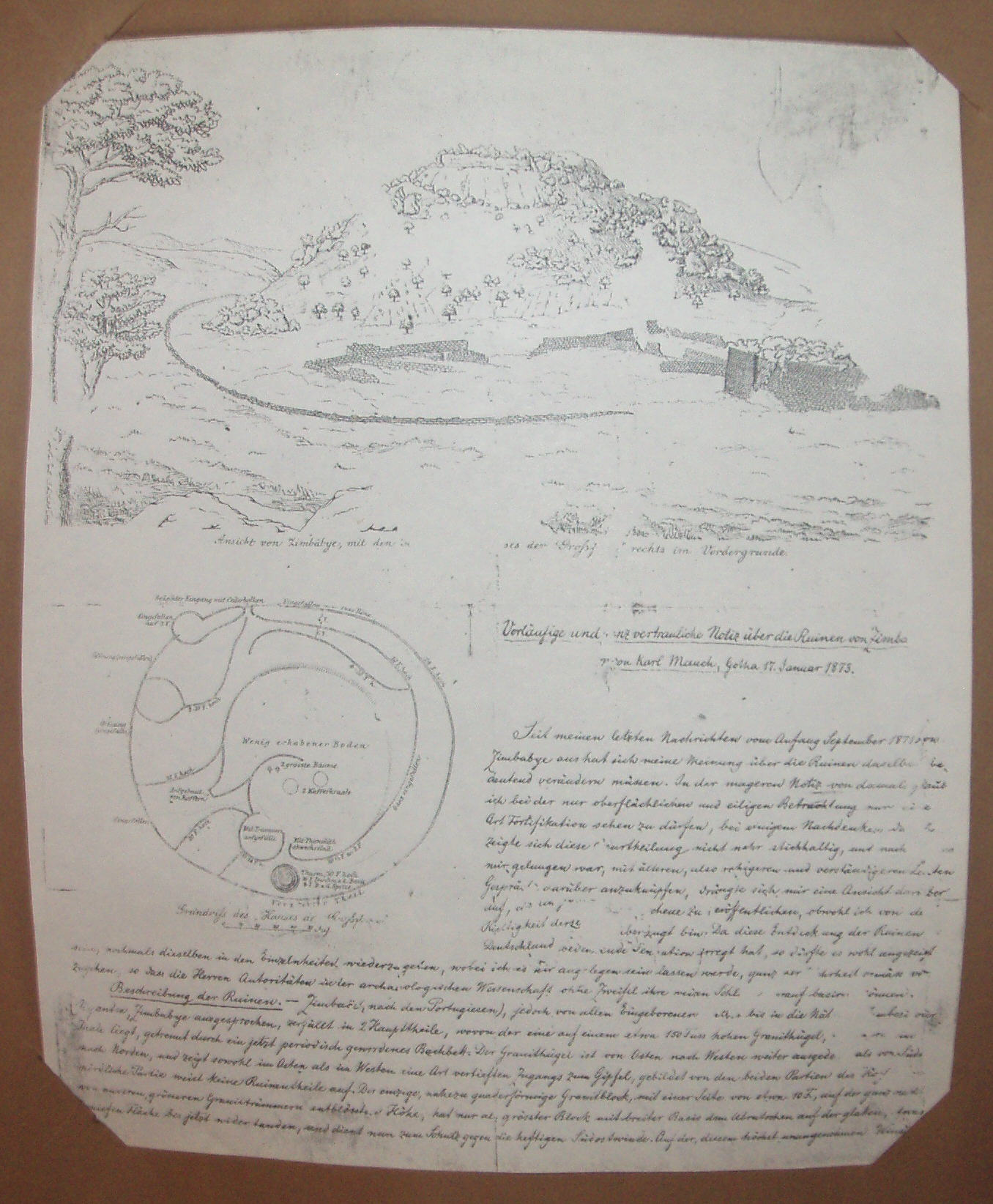
Notizen von Karl Mauch

Nachdem Adam Renders (1822–1881) die Ruinen 1868 bei der Jagd wiederentdeckt hatte und behauptete, dass „sie niemals von Schwarzen erbaut worden sein könnten“, zeigte er sie 1871 Karl Mauch (1837–1875) bei dessen vierter Reise im südlichen Afrika. Dieser setzte sie in der Folgezeit mit dem biblischen Goldland Ophir gleich, also 2000 Jahre früher als die heutige Radiokarbondatierung. Danach passierte er den oberen Lauf des Sambesi, wo er ein Goldfeld (Kaiser-Wilhelms-Feld) fand. Noch 1872 kehrte der an Malaria erkrankte Mauch nach Deutschland zurück. Später zweifelte er an seiner eigenen Ophir-Simbabwe-Theorie. Im Petermanns Mitteilungen in Berlin erschien 1870 eine erste Publikation von Alexander Merensky über die Simbabwe-Ruinen. Darin hatte er Forscherberichte zusammengefasst.

### Die Expedition von James Theodore Bent (1891)
Als Cecil Rhodes im September 1890 das Mashonaland mit Hilfe der British South Africa Company eroberte, sagte er den örtlichen Bantu-Chiefs, dass er gekommen sei, um „die alten Tempel, die einst den Weißen gehört hätten“ zu sehen. Mit William G. Neal, dem Chef der Ancient Ruins Company, der Raubgrabungen auf dieser und weiteren eisenzeitlichen Stätten in Simbabwe durchgeführt und dabei wichtige Befunde zerstört hatte, beauftragte er 1891 James Theodore Bent (1852–1897), die Ruinen zu untersuchen.
Bents archäologische Erfahrungen lagen darin, dass er auf der Suche nach dem Ursprung der Phönizier die Länder des östlichen Mittelmeerraumes und des Persischen Golfs bereist hatte. Er scheint als Archivar zwar altertumskundliche Neigungen, aber keine archäologische Ausbildung – und noch weniger praktische Erfahrung – gehabt zu haben. Im Juni 1891 begann Bent mit seinen Grabungen rund um den konischen Turm im elliptischen Bauwerk und war von den Ergebnissen sehr enttäuscht. Er behauptete später, die Ruinen seien entweder von Phöniziern oder Arabern gebaut worden. Doch seine Berichte machten die Ruinen immerhin einem weiteren englischen Leserkreis bekannt.
Während der Grabung durch Bents Team wurde viel von der archäologischen Stratigrafie zerstört, wodurch es für spätere Archäologen schwieriger wurde, das Alter von Groß-Simbabwe zu ermitteln. Bents Team schlug am Ende vor, eine „Bastard“-Rasse aus männlichen weißen Einwanderern und Afrikanerinnen hätte die Bauten konstruiert.
Während der Forschungen Bents wurden die Ruinen durch den Bergwerksingenieur Robert Swan vermessen. Aufgrund seiner Pläne entwickelte Swan eigene Theorien, die den größeren Ruinenabschnitten präzise Entwürfe auf Basis der Zahl Pi unterstellten. Aufgrund der Beobachtungen Swans – und dessen Behauptung, in den Zentren der elliptischen Bögen hätten mittlerweile verschwundene Altäre gestanden, die auf die Solstitien ausgerichtet gewesen seien – versuchte später der Geologe Henry Schlichter das absolute Alter aufgrund deren natürlicher Veränderlichkeit zu berechnen. Dabei kam er auf 1000 v. Chr. Da die Messungen Swans jedoch fehlerhaft und an willkürlich herausgegriffenen Punkten vorgenommen worden waren, erwies sich dieses theoretische Gebäude als unhaltbar.
Peter Garlake stellte heraus, dass im Jahr 1892 der britische Heeresoffizier, Major Sir John Christopher Willoughby, „ohne jede Rücksicht auf Verluste“ drei Ruinen im Tal „ausgeweidet“ und dabei die stratigrafischen Schichten innerhalb des Nord-West-Eingangs zur Großen Einfriedung zerstört habe.

### Die Expedition von Carl Peters (1899)
Carl Peters (1856–1918) führte 1899 eine Forschungsreise an den Sambesi. Er wollte beweisen, dass das biblische Goldland Ophir in Südostafrika gelegen hatte. Da er im späteren Urteil des Historikers Joachim Zeller „nationalsozialistische Positionen, einen rigiden Herrenstandpunkt und einen rassistischen Sozialdarwinismus vertrat“, konnte er sich nicht vorstellen, dass die Ruinen von Groß-Simbabwe afrikanischen Ursprungs sein könnten. Er suchte deshalb nach Baumeistern aus dem Nahen Osten, wobei er den Phöniziern eine zentrale Rolle zusprach. Auch ging es Peters darum, Aktionäre für seine Kapitalgesellschaft zu gewinnen, die Land in Portugiesisch-Mozambique erwarb, um dort nach Gold zu schürfen. Seine Ophir-Theorie reicherte Peters mit heftigen Diffamierungen gegen die Schwarzafrikaner an und forderte die Einführung der allgemeinen Zwangsarbeit in den Kolonien.

### Die Grabung von Richard Nicklin Hall (1902–1904)

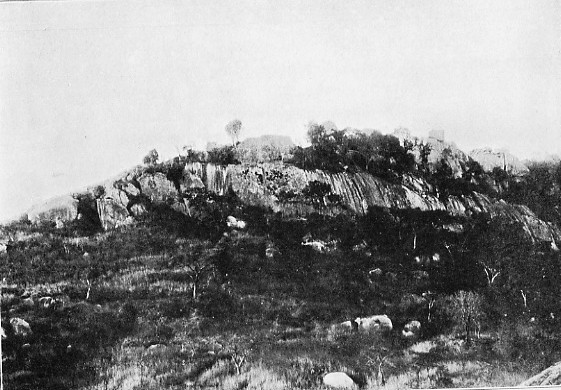
Ansicht der Bergruine, 1906

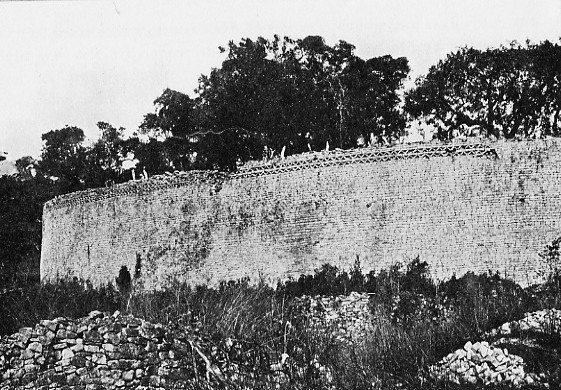
Ansicht des südöstlichen Mauerabschnittes der Großen Einfriedung, 1906

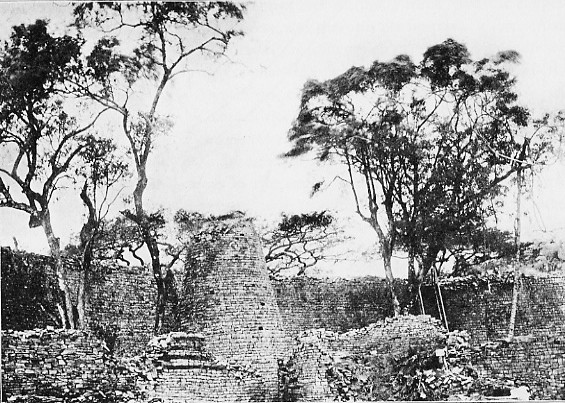
Inneres der Großen Einfriedung, Foto von Randall-MacIver, 1906

Die Entdeckung mehrerer Goldfunde in den 1890er Jahren in den Dhlodhlo Ruinen führte zur Gründung der Rhodesia Ancient Ruins Ltd., die 50 Ruinen in Simbabwe systematisch auf Goldfunde durchsuchte, auf den ausdrücklichen Wunsch von Cecil Rhodes aber die Ruinen von Groß-Simbabwe ausnahm. Die Grabungen erbrachten nur 178 Unzen Goldschmuck. Von den anderen Funden zeigte sich die Kompanie enttäuscht. Die Ergebnisse der Kampagne wurden von dem lokalen Journalisten Richard Nicklin Hall in einem Buch zusammengestellt. Nach mehrfachen finanziellen Schwierigkeiten wurde Hall 1902 zum Kurator von Simbabwe ernannt, mit der Aufgabe, Groß-Simbabwe – aufgrund neuer Gesetzgebung – zu beschützen. Wegen zweifacher Verlängerung nahm Hall diese Funktion statt der ursprünglich geplanten sechs Monate fast zwei Jahre wahr. Seine Anweisungen bestanden darin, „keine wissenschaftlichen Untersuchungen“ durchzuführen, sondern sich allein „der Erhaltung des Bauwerkes“ zu widmen. Nach Garlake kümmerte sich Hall nicht darum, was man mit seiner Anstellung bezweckte. Stattdessen ließ er in der Großen Einfriedung, der Bergruine und einem großen Teil der anderen Talruinen undokumentierte Grabungen durchführen. Dabei wurden nicht nur die Bäume, Luftwurzeln und das Unterholz sowie die Abraumhalden der Grabungen von Bent und Willoughby beseitigt, sondern auch 0,9–1,5 Meter, stellenweise mehr als drei Meter stratifiziertes archäologisches Material. Seine Rechtfertigung für dieses, wie er es selbst nannte, „moderne und von der Zeit gebotene Werk der Erhaltung“ lautete, dass er nur den „Schmutz und Abfall der Kaffernbevölkerung“ beseitige, in der Absicht, die Überbleibsel der „antiken“ Erbauer freizulegen. Nachdem die Kritik vor allem in wissenschaftlichen Kreisen immer lauter wurde, löste das Londoner Büro der British South Africa Company schließlich den Vertrag auf und entließ Hall im Mai 1904.

### Die Grabung von David Randall-MacIver (1905/1906)
Die erste wissenschaftliche archäologische Grabung auf der Stätte wurde 1905/1906 von David Randall-MacIver (1873–1945), einem Schüler und Mitarbeiter Flinders Petries, durchgeführt. Während der kurzen Zeit, die ihm zur Verfügung stand, grub MacIver erst in den Ruinen von Injanga, Umtali, Dhlodhlo und Khami und anschließend mit dieser Erfahrung in Groß-Simbabwe. Er beschrieb erstmals die Existenz von Fundobjekten im „mittelalterlichen Rhodesien“, die den Bantu zugeordnet werden können. Das Fehlen jeglicher Artefakte nicht-afrikanischen Ursprungs führte Randall-MacIver zu der Vermutung, dass die Bauten von einheimischen Afrikanern ausgeführt worden seien. Damit setzte er sich erstmals von früheren Gelehrten ab, die die Bauten ausschließlich arabischen oder phönizischen Händlern zuschreiben wollten.

### Die Grabung von Caton-Thompson (1929)
Gertrude Caton-Thompson (1888–1985) untersuchte 1929 die „Ruinen von Simbabwe“ im Auftrag der British Association for the Advancement of Science. Bei dieser Grabung sammelte Kathleen Kenyon (1906–1978), eine britische Archäologin, ihre ersten archäologischen Erfahrungen; sie lehrte später am University College in London. Caton-Thompson beschränkte sich von Anfang an auf eng gefasste Grundfragen nach dem „Wer?“ und „Warum?“ und versuchte dafür datierbare Importwaren in stratigrafischen Zusammenhängen zu finden. Um diese Ziele zu erreichen, wählte sie ein bei früheren Grabungen am wenigsten beschädigtes Bauwerk aus, das die von Hall aufgestellten architektonischen Merkmale eines ursprünglichen Baus aufwies, und damit, was immer sie fand, nur mit den Ur-Erbauern in Zusammenhang gebracht werden konnte. Methodisch war es die erste und einzige regelgerechte Flächengrabung. Ihre Wahl fiel auf die sogenannte Maund-Ruine, von der Großen Einfriedung aus gesehen am jenseitigen Talende liegend. Das in sieben Arbeitswochen gewonnene Material veröffentlichte sie mit allen Fundverzeichnissen und detaillierten Beschreibungen sämtlicher Funde sowie Fotos der meisten Gegenstände.
Um zu zeigen, dass sich ihre Ergebnisse auf alle Bauwerke in Groß-Simbabwe anwenden ließen, ließ Caton-Thompson außerhalb der Großen Einfriedung sechs Suchgräben anlegen und einen Stollen unter dem konischen Turm anlegen. Nach ihren Grabungen blieb „nicht ein einziger Punkt, der sich nicht mit der Feststellung vereinbaren ließ, dass die Bantu-Leute die Erbauer waren und dass das Bauwerk aus dem Mittelalter stammte.“ Der Archäologe Graham Connah und viele Historiker nehmen an, dass die Stadt am Ende des Mittelalters aufgegeben werden musste, weil die dauernde Überbesiedlung zu einer ökologischen Katastrophe geführt hatte.

### Die Grabung von Roger Summers, Keith Robinson und Anthony Whitty (1958)
1958 wurde von Roger Summers, Keith Robinson und Anthony Whitty ein großes Forschungsprogramm aufgelegt. Das Ziel war nicht, erneut die Frage nach den Erbauern aufzuwerfen, sondern die Chronologie der Keramik und der archäologischen Funde zu klären. Das Ziel lautete: „Aufstellung einer Keramiksequenz in Simbabwe“. 1967 wurde auch die Chronologie der Keramik neu diskutiert.

### Radiokohlenstoffdatierung (1950er und 1996)
1950 wurde die erste Radiokohlenstoffdatierung mit Material aus Groß-Simbabwe versucht. Dabei handelte es sich um zwei im selben Jahr in der Großen Einfriedung entdeckte Pfähle aus dem Holz des Tamboti (Spirostachys africana), die einen Abflussgraben durch die innere Mauer der Parallelen Passage, eine der ältesten Mauern des Bauwerkes, stützten. Die Proben lieferten folgende Ergebnisse: „590 n. Chr. ±120 Jahre (C-613) und 700 n. Chr. ±90 Jahre (C-917) bzw. 710 n. Chr. ±80 Jahre (GL-19)“, die Daten wurden noch nicht kalibriert. Da die Bäume des Tamboti bis zu 500 Jahren alt werden können, erhöht dies die Fehlerspanne bei der C-14 Datierung um diese Zeitspanne. Ebenso muss beachtet werden, ob das Holz in dem gefundenen Befund möglicherweise zum zweiten oder wiederholten Mal verwendet wurde. Letztlich sagen die Daten nur aus, dass die Mauern zu einem unbekannten Zeitpunkt nach dem 5. Jahrhundert n. Chr. errichtet wurden. 1952 wurden die nächsten Proben datiert und ergaben „AD 535 ±160 Jahre, AD 606 ±16 Jahre“. Es war die gleiche Holzart wie die der 1950 entdeckten Pfähle und die Daten waren ebenfalls nicht kalibriert. Weitere Datierungen wurden an Material aus der Grabung von 1958 vorgenommen und ergaben „AD 1100 ±40, AD 1260 ±45, AD 1280 ±45“. Die jüngsten Datierungen wurden 1996 in Uppsala an Proben von Mopane (Colophospermum mopane) aus der Mauer der Großen Einfriedung vorgenommen und ergaben: „1115 ±73“.

## Architektur

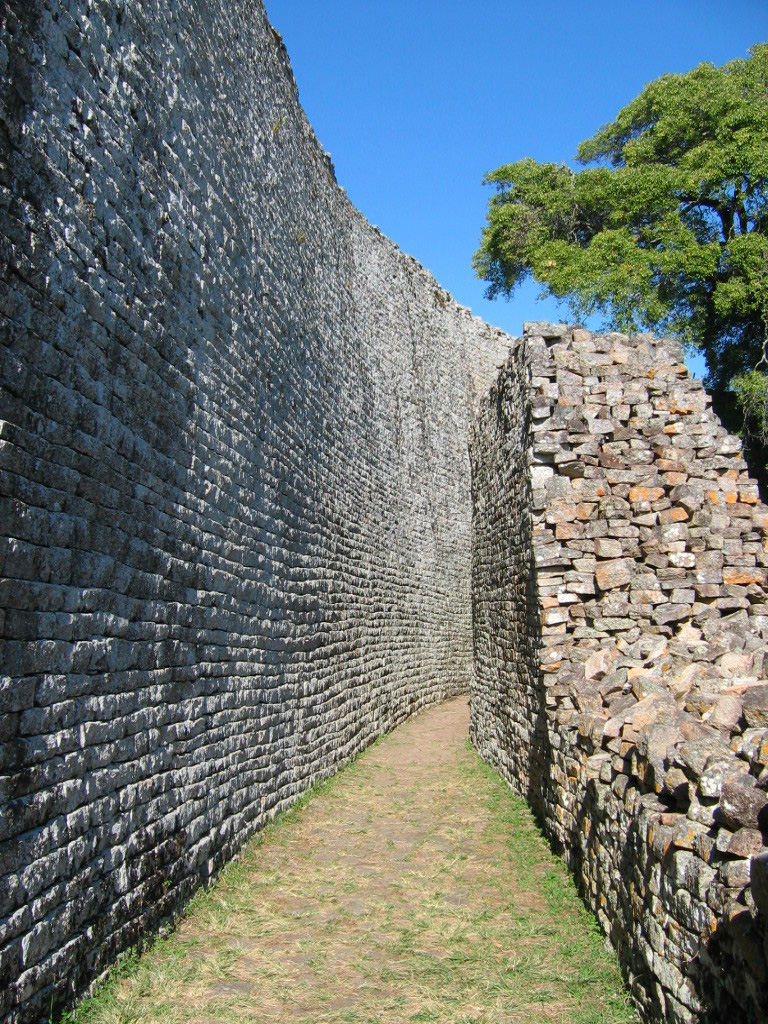
Sogenannte „Parallele Passage“ im nördlichen Teil der Großen Einfriedung, nach Süden gesehen, 2004

### Allgemeine Beschreibung der Ruinen
Die noch vorhandenen Ruinen der Stadt bedecken eine Fläche von sieben Quadratkilometern und sind in drei Gebiete unterteilt: der 27 Meter höher liegende Hill Complex, auch als Bergfestung oder Akropolis bezeichnet, der Valley Complex und die elliptische Einfriedung, das sogenannte Great Enclosure (auch Tempel genannt). Die Mauern von Groß-Simbabwe sind aus Granitblöcken und ohne Mörtel erbaut. Die große Mauer hat eine Basis von fünf Metern, eine Höhe von neun Metern und eine Gesamtlänge von 244 Metern. Den Trockenmauern fehlen sogar Eckverbindungen. Und sie haben – trotz des Namens – nie Dächer getragen. Es waren steinerne Einfriedungen. In den so eingefriedeten Höfen standen Hütten und Häuser aus Lehm und Holz. Neben der in den Felsen geschlagenen, vier Meter breiten Treppe zur Akropolis stehende Monolithen könnten astronomischen Zwecken gedient haben.

### Bergruine
Von Besuchern wurde der Bergruine im 19. Jahrhundert immer wieder der missverständliche Name „Akropolis“ gegeben. Zunächst scheint nur die Einfriedung auf der Anhöhe (hill enclosure) den Namen dzimbahwe getragen zu haben. Die Anhöhe erstreckt sich 80 Höhenmeter über dem sogenannten Valley, auf der Südseite wird es aus einer 30 Meter hohen und 100 Meter langen Klippe gebildet. Der steilste und kürzeste Weg auf die Anhöhe ist der Cliff Ascent. Auf dem hochgelegenen Plateau liegt im Westen die acht Meter hohe und fünf Meter dicke Mauer der westlichen Einfriedung. Wohl alle zwei Meter wechselten auf deren Mauerkrone Türme mit Steinsäulen ab. Die beiden einzigen Säulen und die vier heute vorhandenen Türme wurden 1916 rekonstruiert. Die Mauer selbst ist original, aber ein Teil der Außenseite musste aufgrund von Schäden rekonstruiert werden; die Rekonstruktion ist leicht zu erkennen.
Der ursprüngliche Eingang zur westlichen Einfriedung liegt nahe am Rand der steilen Felsstufe und ist heute aus Sicherheitsgründen vermauert. Der derzeitige Eingang ist ein Teil der Mauerrekonstruktion von 1916. Die westliche Einfriedung, der hauptsächliche Lebensbereich auf der Bergruine, war 300 Jahre kontinuierlich bewohnt. Reste der ehemaligen Hütten bedeckten das Innere der Einfriedung bis zu acht Meter tief. Bei Sicherungsarbeiten 1915 wurde davon ein großer Teil den Felsabhang hinunter geworfen. Trotzdem sind noch an vielen Bereichen die originalen Begehungshorizonte ersichtlich. Mit Hilfe innerer Mauerzüge scheint eine ähnliche „parallele Passage“ beabsichtigt worden zu sein, wie in der Großen Einfriedung im Tal. Die südliche Mauer steht unmittelbar auf der Felskante und war mit Säulen verziert. Die nördliche und östliche Mauer wird von herausspringenden Felsen gebildet, über die die Mauerzüge nur stellenweise von Hand gebaut werden mussten, denn die Baumeister scheinen angestrebt zu haben, die Natur in ihren Bau einzubeziehen. In der nordöstlichen Ecke des Bergplateaus liegt der sogenannte Balkon etwa zehn Meter über der Einfriedung. In diesem Bereich standen bis Ende des 19. Jahrhunderts verschiedene Säulen aus Granit und Seifenstein, deren größte vier Meter hoch war. Einer der Simbabwe-Vögel wurde aus dem Schutt in diesem Balkon geborgen.

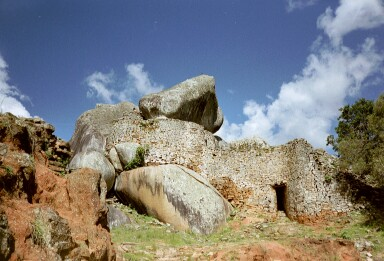
Moderner Eingang zur Bergruine, 2006
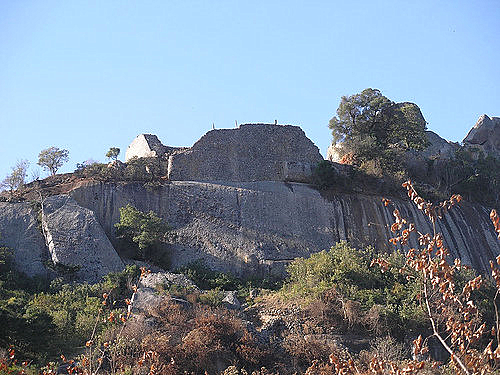
Westliche und südliche Mauer der westlichen Einfriedung auf dem Bergplateau, 2008
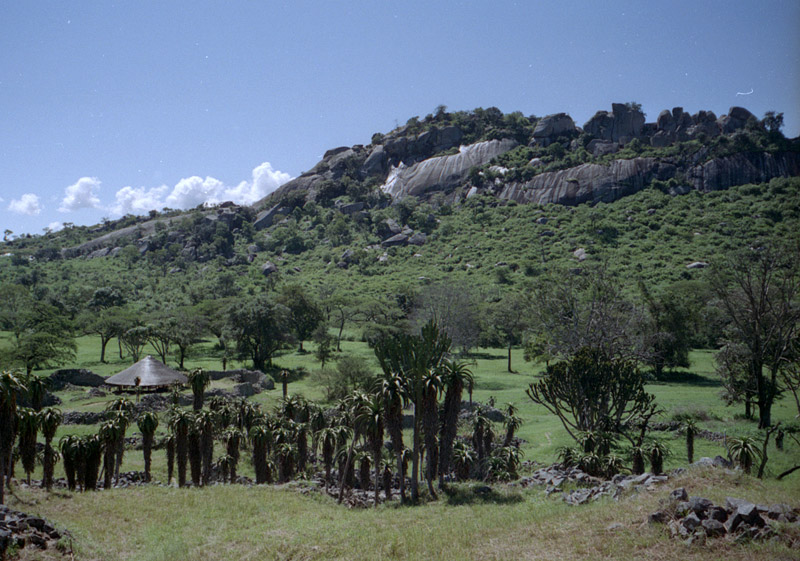
Bergruine vom Tal aus, 1997
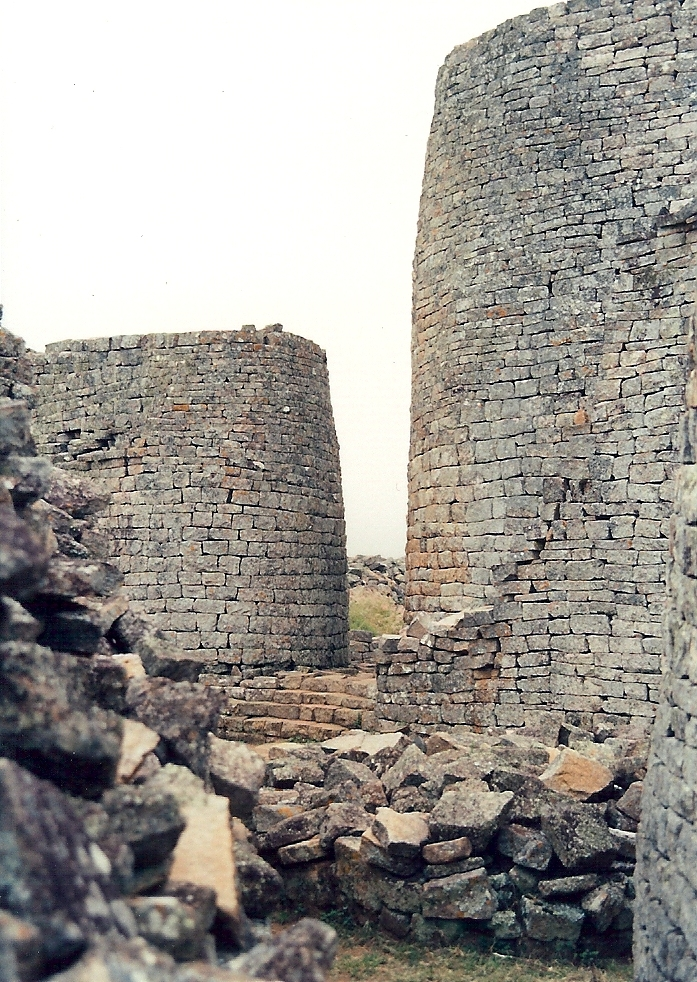
Turm der Bergruine, 1996

### Große Einfriedung mit Paralleler Passage und konischem Turm

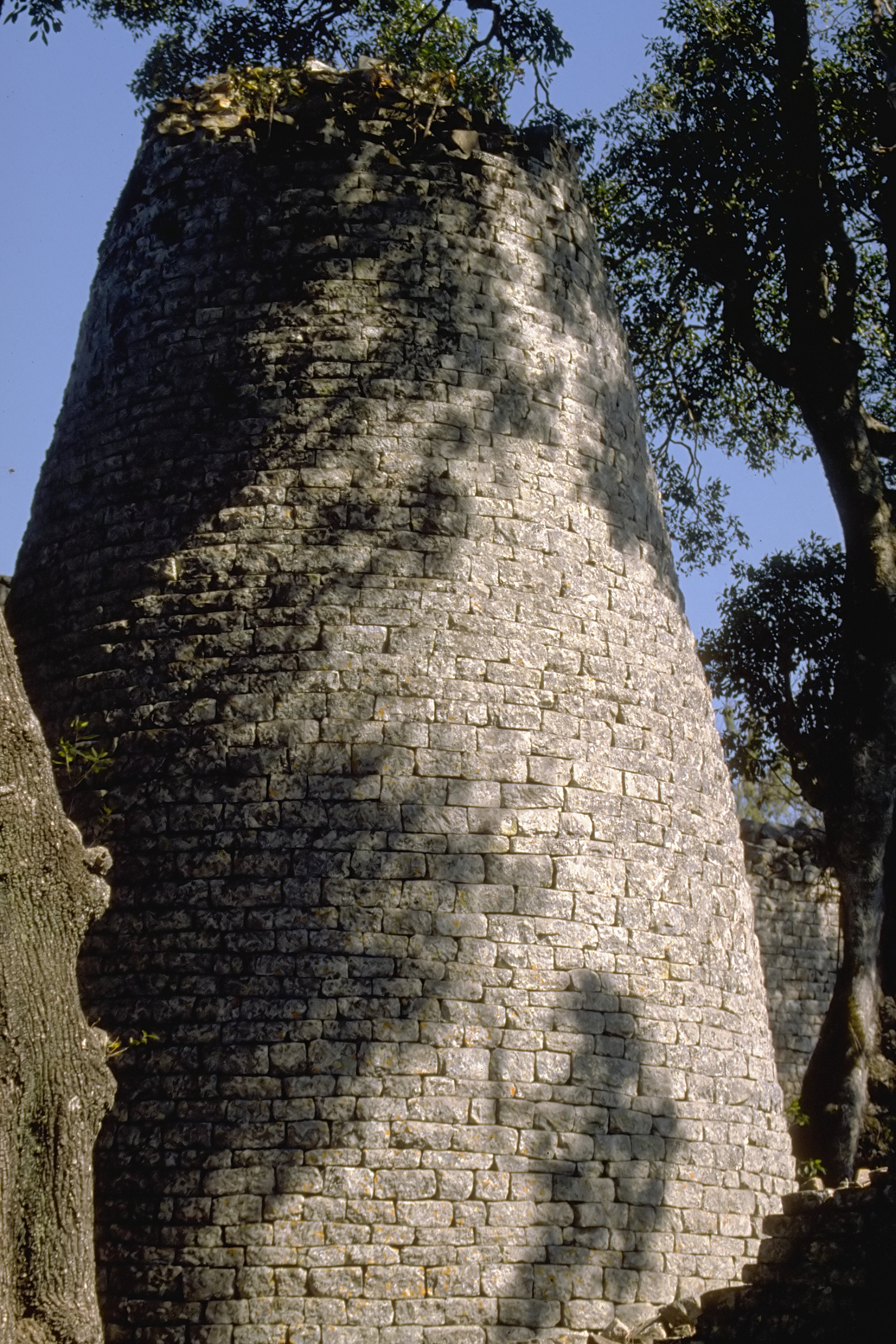
Der konische Turm, 1989

Die Große Einfriedung wurde von den Einheimischen im 19. Jahrhundert als Imba Huru (Großes Haus) bezeichnet. Der derzeitige Eingang durch die große Mauer ist eine Rekonstruktion von 1914, die an einer nicht akkuraten Stelle angebracht wurde. Die Mauer hat eine Länge von 255 Metern, und das Gewicht der verwendeten etwa eine Million Steine wurde mit 15.000 Tonnen angegeben. Während der nordwestliche Teil aus relativ wenig kunstvollen Steinen besteht, ist der nordöstliche Teil mit einer Höhe von elf Metern und einer Dicke von vier Metern an der Oberkante und bis zu sechs Metern an der Basis meisterlich hergestellt. Die Mauer im nordwestlichen Bereich ist qualitativ am schlechtesten, auch ist sie nur halb so hoch und halb so dick wie an den anderen Abschnitten. Zur Bearbeitung der Steine wurden besonders harte Diorite verwendet. Die Große Einfriedung besteht im Inneren aus mehreren Teilen, zunächst der Einfriedung Nr. 1, dem zentralen Areal, der ursprünglichen Außenwand, dem konischen Turm und dem schmalen Turm sowie den Dakha-Plattformen. Direkt nördlich des zentralen Areals liegt die Einfriedung Nr. 1, eine einfache kreisförmige Mauer und das früheste Gebäude in der Großen Einfriedung. Innen waren einst Hütten eines Haushaltes.
Die sogenannte Parallele Passage schließt im Norden an die Einfriedung Nr. 15 an. Sie wird aus der heutigen Außenmauer der Großen Einfriedung und der ursprünglichen Außenmauer gebildet, die kurz nach der Einfriedung Nr. 1 gebaut wurde. Die innere Mauer ist etwa ein Jahrhundert älter als die äußere. Der Archäologe und ehemalige Kurator der Anlage, Peter Garlake, vermutete, dass es um die Privatsphäre der königlichen Familie ging, die hinter der ursprünglichen Mauer lebte. Privilegierte Gäste, die in die Einfriedung um den konischen Turm gelassen wurden, konnten so in die Große Einfriedung eingelassen werden und blieben doch außerhalb des königlichen Wohnbereiches. Die Passage ist über 70 Meter lang und fast überall nur 0,8 Meter breit. Zwischen der Passage und der Turm-Einfriedung gibt es eine Reihe von Plattformen auf unterschiedlichen Höhen. Bis 1891 waren alle Eingänge zur Turm-Einfriedung mit gut bearbeiteten Steinen blockiert.
Der konische Turm aus Stein ist heute noch zehn Meter hoch. Sein Durchmesser beträgt an der Basis fünf Meter und an der Oberkante etwa zwei Meter. Ursprünglich befand sich an der Oberkante ein dreizeiliges Ornament, das aus um 45° gedrehten Steinen bestand und somit eine Reihe von Dreiecken im Zickzack-Muster bildete. Lange Zeit wurde vermutet, im Inneren des Turmes befinde sich eine geheime Schatzkammer. 1929 wurde der Turm von Archäologen teilweise untertunnelt, und es stellte sich heraus, dass er massiv und direkt auf der Erde aufsetzend angelegt wurde. Der Originalaufbau und das ursprüngliche Aussehen der Turmspitze ist unbekannt. Turmbauten unerforschter Funktion entstanden zum Beispiel auch in Oman und auf Sardinien (Nuraghe).

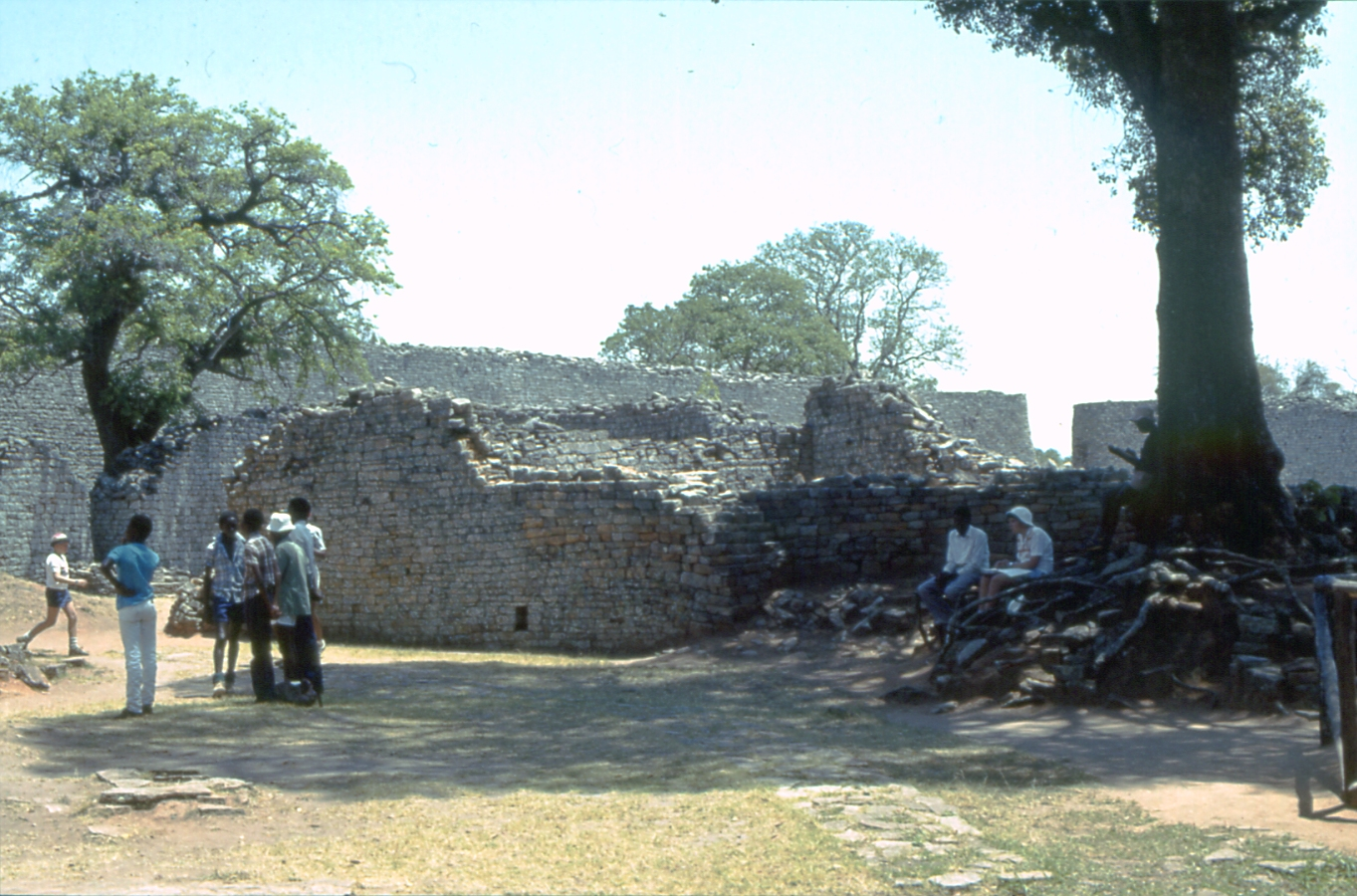
Im Inneren von Groß-Simbabwe
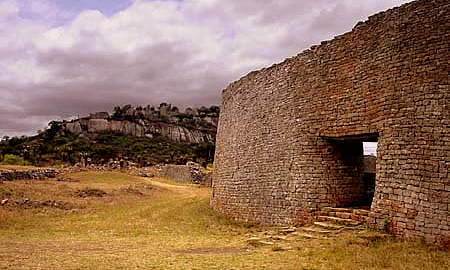
Eingangstor der Großen Einfriedung
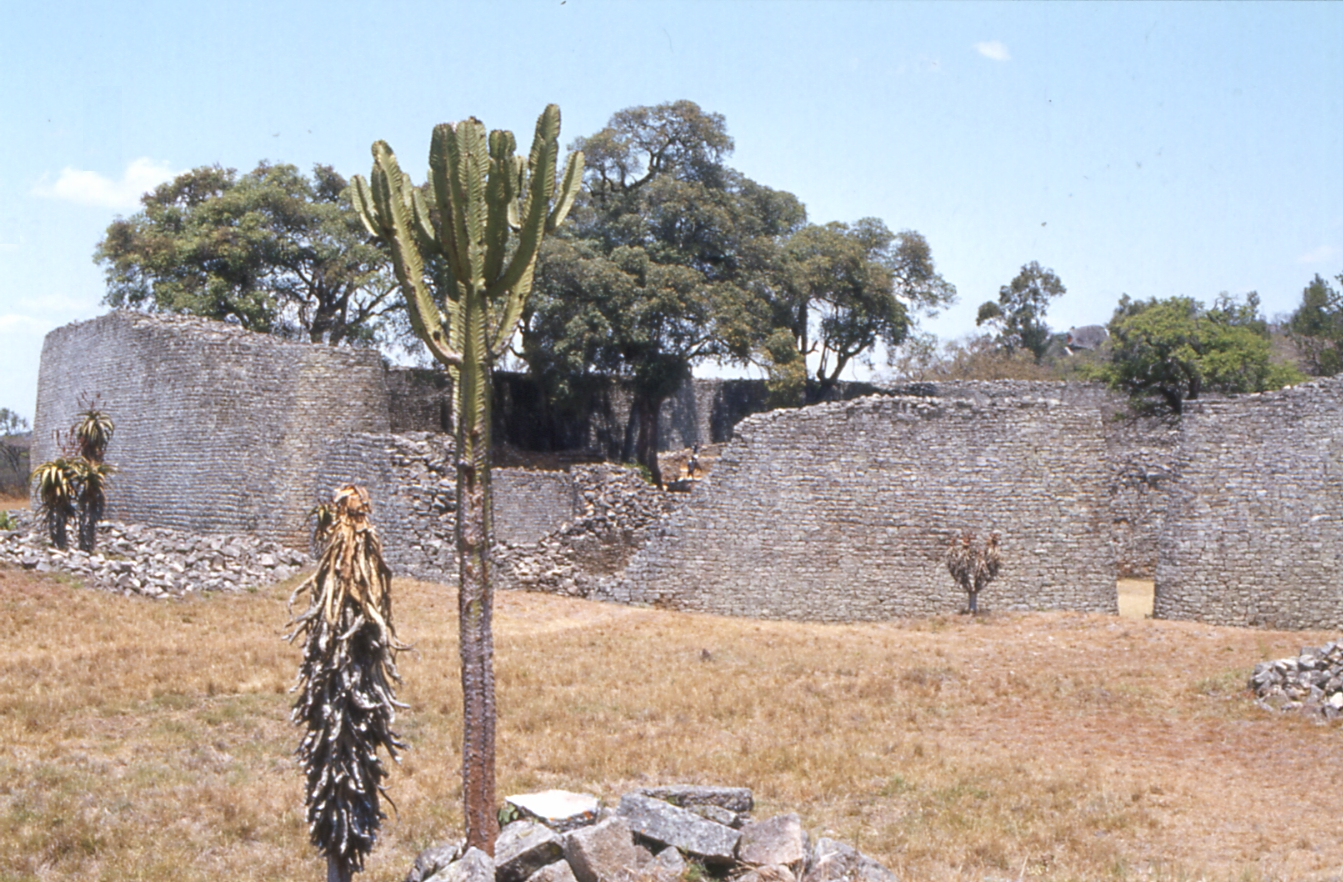
Umfassungsmauer von Groß-Simbabwe
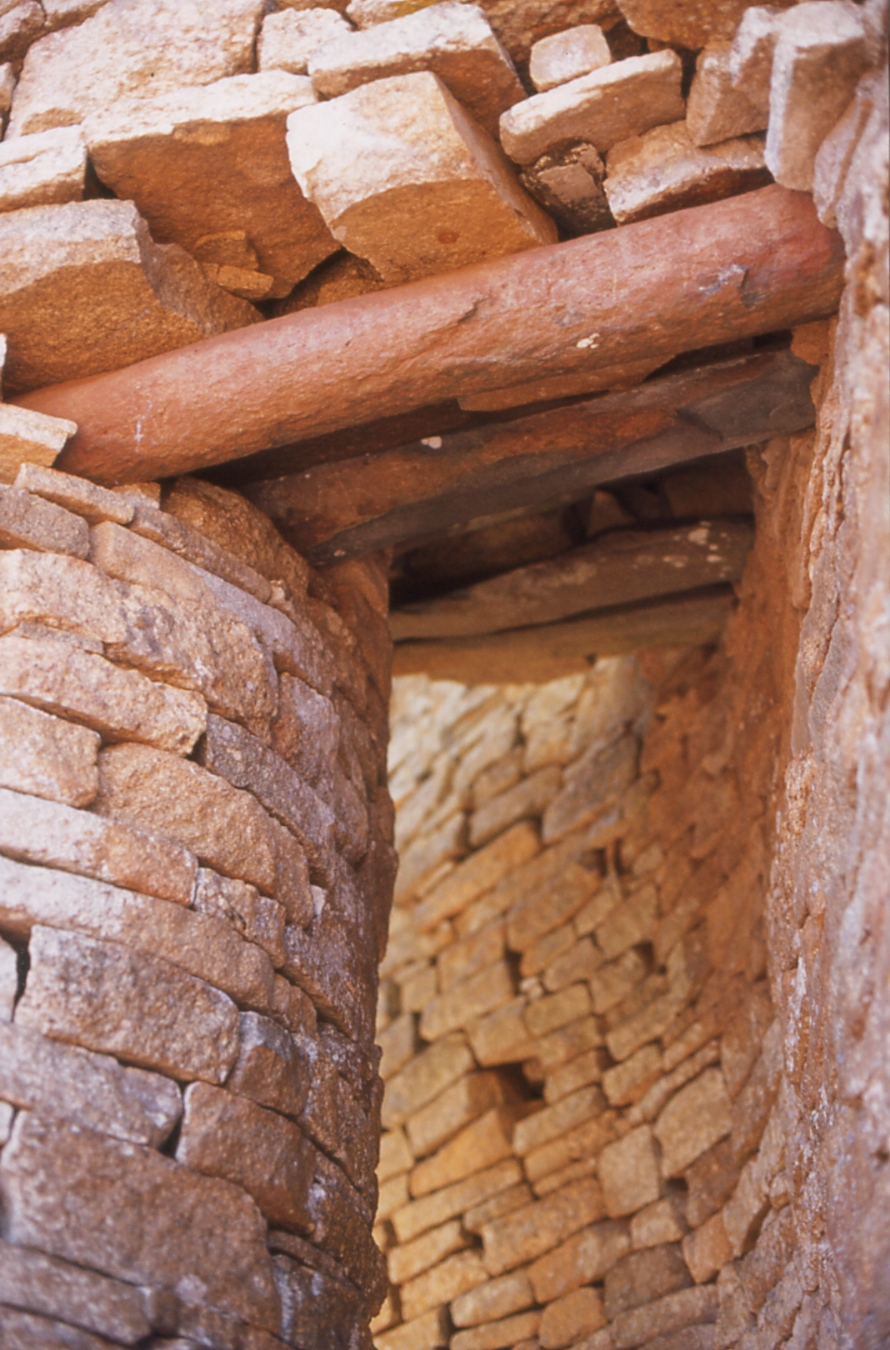
Tor in der Umfassungsmauer

### Einfriedungen im Tal
Außer der Großen Einfriedung gibt es noch eine ganze Reihe von kleinen Einfriedungen: die Outspan-Ruine, die Lagerruine, die Hügelruine, die Ruine Nr. 1, die Posselt-Ruine, die Render-Ruine, die Mauch-Ruine, die Philips-Ruine, die Maund-Ruine und die Ostruine.

## Funde

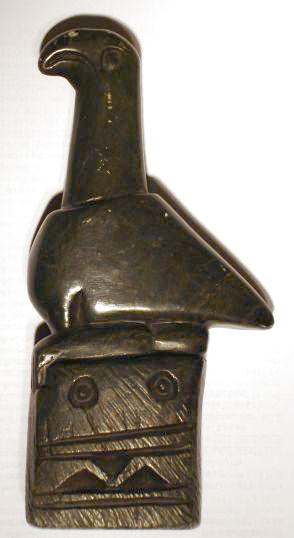
Kopie eines Simbabwe-Vogels

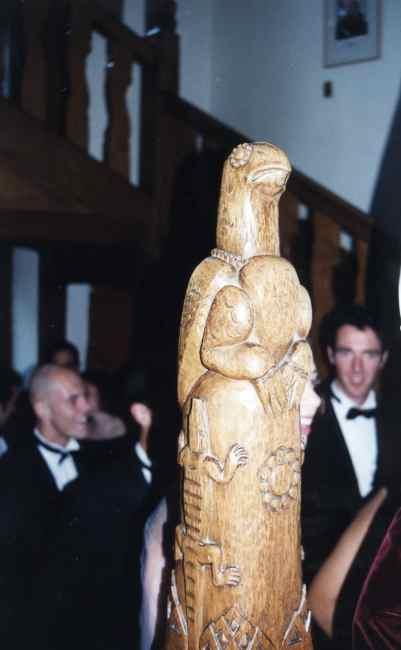
Simbabwe-Vogel

### Vögel aus Stein
In der östlichen Einfriedung der Bergruine, die von der Bevölkerung anscheinend als heiliger Ort angesehen wurde, wurden sechs der acht Steinskulpturen gefunden. Diese Simbabwe-Vögel sind etwa 0,4 Meter hohe Steinfiguren, die auf der Oberseite von Säulen aufgestellt wurden und so eine Höhe von einem Meter erreichten. Sieben der Steinvögel sind vollständig erhalten. Als Material wurde der weiche Speckstein verwendet. Auffällig bei den Vögeln ist, wie unrealistisch sie dargestellt sind, wie dick beispielsweise die Beine sind oder wie unförmig der Körper.
Einige der Vögel wurden im Jahr 2003, nachdem sie fast 100 Jahre in Deutschland gewesen waren, an Simbabwe zurückgegeben. Heute sind die Vögel ein nationales Symbol, das sich auch in Staatswappen und der Nationalflagge Simbabwes wiederfindet.
Der erste Vogel wurde 1903 von Richard Hall aus der Philips-Ruine entfernt. Die Figur ist 28 Zentimeter hoch, misst aber mit Fuß 1,64 Meter. Sie ist 23 Zentimeter tief und 6 Zentimeter dick. Es ist der berühmteste der acht Vögel, denn er wurde zum Vorbild für die Darstellung auf der Flagge und dem Wappen Simbabwes.
Der zweite Vogel ist eines der am frühesten aus den Ruinen entfernten Artefakte, das bereits 1889 von Willi Posselt aus der östlichen Einfriedung der Bergruine genommen und wahrscheinlich an Cecil Rhodes verkauft wurde. Da der Vogel zu groß war, trennte ihn Posselt von der Säule. Der Vogel ist mit angewinkelten Beinen 32 Zentimeter hoch und an der dicksten Stelle 12 Zentimeter breit. Er ist um seinen Hals mit einem Band mit Diamantmuster verziert.
Der dritte, vergleichsweise grob gestaltete Vogel wurde von Bent aus der östlichen Einfriedung der Bergruine entfernt. Die Figur ist 43 Zentimeter hoch und 22 Zentimeter tief. Der Schnabel ist zwar abgebrochen, aber es scheint, dass er der am weitesten in den Himmel gerichtete Schnabel aller acht Figuren gewesen ist. Der Vogel steht auf einem angedeuteten Holzring (wie Vogel 7).
Auch der vierte Vogel wurde von Bent aus der östlichen Einfriedung der Bergruine entfernt. Er misst mit Stützsäule 1,75 Meter, wobei der Vogel nur 34 Zentimeter hoch ist. An der dicksten Stelle ist er 10 Zentimeter breit. Die Augen werden durch kleine Buckel markiert. Der Schwanz ist deutlich gepunktet.
Der fünfte Vogel stammt ebenfalls aus der östlichen Einfriedung der Bergruine und wurde 1891 von Bent entfernt. Er ist mit Säule 1,73 Meter hoch, die Figur allein ist 33 Zentimeter hoch und 9 Zentimeter breit. Der Schnabel ist ebenfalls abgebrochen, die Augen Knubbel, die Flügel sind angedeutet, aber glatt. Auf dem Rücken sind Diamantmuster angedeutet. Der Schwanz ist ebenfalls deutlich gepunktet.
Auch der sechste Vogel wurde von Bent aus der östlichen Einfriedung der Bergruine entfernt. Er ist mit Stützsäule 1,53 Meter hoch. Die Vogelfigur selbst ist 33 Zentimeter hoch und 10 Zentimeter breit. Er hat ähnliche Diamantmuster auf dem Rücken, wie Vogel 2 und 5.
Vom siebenten Vogel sind nur die unteren 20 Zentimeter erhalten. Er könnte die kleinste der acht Figuren gewesen sein und steht, wie Vogel 3, auf einem angedeuteten Holzring. Er stand in der östlichen Einfriedung der Bergruine und wurde von Bent entfernt. Der Schwanz ist mit einem Fischgrätenmuster verziert.
Das zerbrochene Exemplar des achten Vogels wurde von Richard Hall 1902 von der Bergruine entfernt. Er soll auf dem sogenannten Balkon gestanden haben, von dem aus die westliche Einfriedung der Bergruine überblickt werden kann. Hall fand nur den oberen Teil der Figur, verkaufte sie an Cecil Rhodes, der bereits den unteren Teil besaß. 1906 gelangte die Figur durch den Missionar Axenfeld an das Völkerkundemuseum in Berlin.

### Der Königliche Schatz
In der Einfriedung Nr. 12 in den sogenannten Renders-Ruinen nördlich von der Großen Einfriedung wurde 1902 ohne Beobachtung oder Dokumentation der Befundlage oder Stratigraphie eine Sammlung von Objekten gefunden, die als königlicher Hortschatz angesprochen werden. Etwa 100 Kilogramm an eisernen Hacken mit traditionellen Mustern, aber auch schmale eiserne Hacken oder Adzes (Dechsel), Äxte und Meißel. Weiterhin ein eiserner Gong mit schmalen eisernen Schlaggeräten, zwei große Speerspitzen und über 20 Kilogramm gedrehter Draht. Im Fund befanden sich weiterhin Kupfer- und Bronzedrähte, die bereits teilweise zu Schmuck verarbeitet waren. Ein weiterer wichtiger Fund waren zehntausende, wahrscheinlich aus Indien stammende kleine Glasperlen sowie chinesische Keramik mit Seladon-Überzug aus dem 13. Jahrhundert.

### Andere Funde
Nur wenige Funde der frühen Grabungen sind im Museum vor Ort zu sehen. Dazu gehören vier Bronzespeere mit separaten Schneiden, die sehr unpraktisch anmuten und vermutlich als Geschenk gedacht waren. Weiter haben sich Gongs und die zugehörigen Schlagstöcke erhalten, aber auch eiserne Zangen, Zeichenbretter und Gießformen, die von den Metallhandwerkern in der Großen Einfriedung genutzt wurden. Weitere Funde sind arabische Münzen und Glaswaren. Zu den Fundstücken, die von den frühen europäischen Siedlern in den Hügeln rings um die Ruinenstätte entdeckt wurden, gehören hölzerne Schalen mit Krokodilmustern, aber auch chinesische Keramik der Ming-Dynastie und assamische Schmuckstücke. Mit welchen chinesischen Flotten die Keramik an die ostafrikanische Küste und von dort auf den Handelswegen nach Groß-Simbabwe gelangte, ist bisher nicht bekannt.

## Politische Bedeutung
Die Ruinen sind eine sehr wichtige archäologische Stätte des südlichen Afrika. Anfangs wurden die Auswertungen durch die Rhodesian Ancient Ruins Ltd. erschwert, eine kommerzielle Gruppe von Schatzjägern, die amtliche Grabungsrechte erhalten hatte. Spätere Ausgrabungen, insbesondere von R. N. Hall, vernichteten viele Spuren der Shona-Kultur, da die Forscher europäischer Herkunft beweisen wollten, dass die Erbauung Alt-Simbabwes nicht auf Schwarzafrikaner zurückging. Während der britischen Herrschaft in Rhodesien, wie Simbabwe bis zur Übernahme der Macht durch die schwarze Mehrheit hieß, wurde der indigene afrikanische Ursprung der Ruinenstätte immer bestritten. Neben den Phöniziern wurden auch andere, ausschließlich hellhäutige Menschen als Gründer bezeichnet.
1970 verließen die beiden Archäologen Roger Summers, Angestellter beim National Museum (1947–1970), und Peter Garlake (1934–2011), Denkmalpfleger in Rhodesien (1964–1970), das damalige Rhodesien, weil sie die Arbeit unter der weißen Minderheitsregierung unter Ian Smith mit ihrer wissenschaftlichen Arbeitsweise nicht mehr vereinbaren konnten. 1978 wurde Garlake Dozent für Anthropologie am University College der London University.

Die Ruinen von Groß-Simbabwe im Schild des Staatswappens Simbabwes

Die Ruinen von Groß-Simbabwe finden sich seit 1981 im Staatswappen Simbabwes abgebildet.
Robert Mugabe ließ um sich selbst einen an afrikanischen Traditionen orientierten Personenkult betreiben und führte seine Herkunft auf die Könige von Groß-Simbabwe zurück. Deshalb wurde er auch als Our King tituliert. In Gedichten und Lobeshymnen, die an den Schulen gelernt werden mussten, wurden seine Verdienste um das Land und seine Heldentaten während des Befreiungskrieges gefeiert. Des Weiteren wurden ihm zahlreiche Ehrentitel verliehen, die zu früheren Zeiten die Könige der Shona getragen hatten.
Eine der lokalen Ethnien, genauer die Lemba, wurde über genetische Vergleiche mit semitischen Gruppen in Verbindung gebracht.

## Infrastruktur und Tourismus

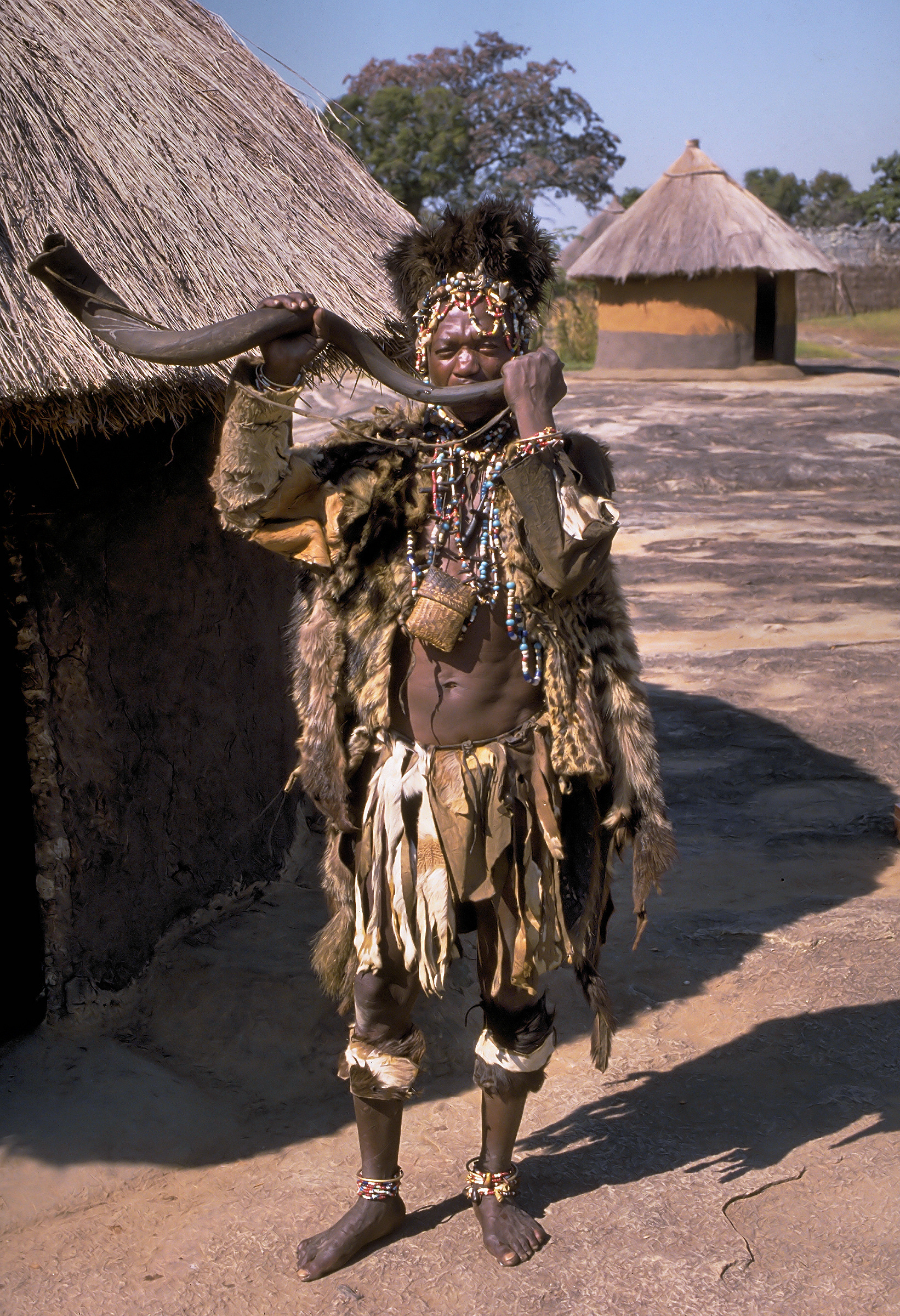
Schamane der Shona in traditioneller Kleidung, im musealen Shonadorf nahe Groß-Simbabwe, 1989

### Touristische Entwicklung
Das gesamte Areal wird von National Museums and Monuments of Zimbabwe verwaltet, der Leiter vor Ort ist Godfrey Mahachi. Die einzelnen Bauwerke sind durch Wege erschlossen und an mehreren Stellen durch Tafeln erläutert. Ein Gästehaus der Nationalparkverwaltung und ein Zeltplatz stehen den Besuchern zur Verfügung. Trotz der schwierigen politischen und wirtschaftlichen Situation wird das Gelände weiterhin von auswärtigen Gästen besucht.
Jedoch ist nach dem Land Reform programme im Jahr 2000 der Tourismus in Simbabwe konstant zurückgegangen. Nach dem Anstieg während der 1990er Jahre, mit 1,4 Millionen Touristen im Jahr 1999, fiel die Zahl der Besucher um 75 Prozent im Dezember 2000, weniger als 20 Prozent der Hotelzimmer waren im gleichen Jahr belegt. Die Besucherzahl lag 2008 für Simbabwe insgesamt bei 223.000 Touristen. Da die Ruinen von Groß-Simbabwe nach den Viktoria-Wasserfällen die am zweithäufigsten besuchte Hauptattraktion Simbabwes ist, wirkt sich das für die Tourismusindustrie vor Ort besonders aus. Einheimische Touristen wurden durch die Hyperinflation und die fehlende Grundversorgung von einem Besuch abgehalten, ausländische Besucher durch die instabile politische Lage. Durch den Rückgang der Touristenbesuche um über 70 Prozent im Jahr 2001 verloren mehr als 12.000 Personen ihre Arbeit. Nach den Informationen des Auswärtigen Amtes hat Simbabwe „den ehemaligen Charme eines angenehmen Touristen- und Reiselandes mit guter Infrastruktur fast vollständig eingebüßt.“
Bis zum Jahr 2000 verbrachten die anreisenden Besucher 2,5 Stunden in der Anlage mit Besichtigungen. Der am häufigsten besuchte Punkt war die Große Einfriedung, gefolgt vom Souvenirladen und dann dem Hill-Komplex. Innerhalb der Großen Einfriedung wurde der konische Turm am häufigsten aufgesucht. Infolge der politischen Entwicklung in Simbabwe fielen die Besucherzahlen, die zuletzt (1999) bei 120.000 gelegen haben, bis 2008 auf 15.442. Für das Jahr 2010 wurden 30.000 Besucher erwartet. Liste der zahlenden Besucher:
- 1980: 42.632
- 1981: 56.027[57]
- 1989: 84.960
- 1990: 87.820
- 1991: 88.296
- 1992: 70.720
- 1993: 102.877
- 1994: 111.649
- 1995: 120.993
- 1996: 91.652
- 1997: 88.122
- 1998: 153.343
- 1999: 120.000[53]
- 2006: 20.000[4]
- 2007: 27.587[58]
- 2008: 15.442
- 2010: ca. 30.000
- 2011: 49.323[59]
- 2013: 55.170[60]
- 2014: 58.180[61]
- 2017: 61.000[62]
- 2018: 72.284[63]
- 2019: 45.359
- 2020: 11.952[64]

Groß-Simbabwe erhält eine Betriebsfinanzierung von der US-Regierung für die Sicherheitskräfte und teilweise für das Museum. Eine weitere Finanzierung gewährt der Culture Fund of the Swedish International Development Cooperation Agency (SIDA) für die Entwicklung der Stätte. Der Nationale Öffentliche Investmentfonds, welcher auf einer 50-50-Regelung basiert, hilft bei der Errichtung der Infrastruktur. Die UNESCO hat in den 1990ern gelegentlich Gelder zur Verfügung gestellt, beispielsweise für die Brandbekämpfung.

### Museales Shonadorf

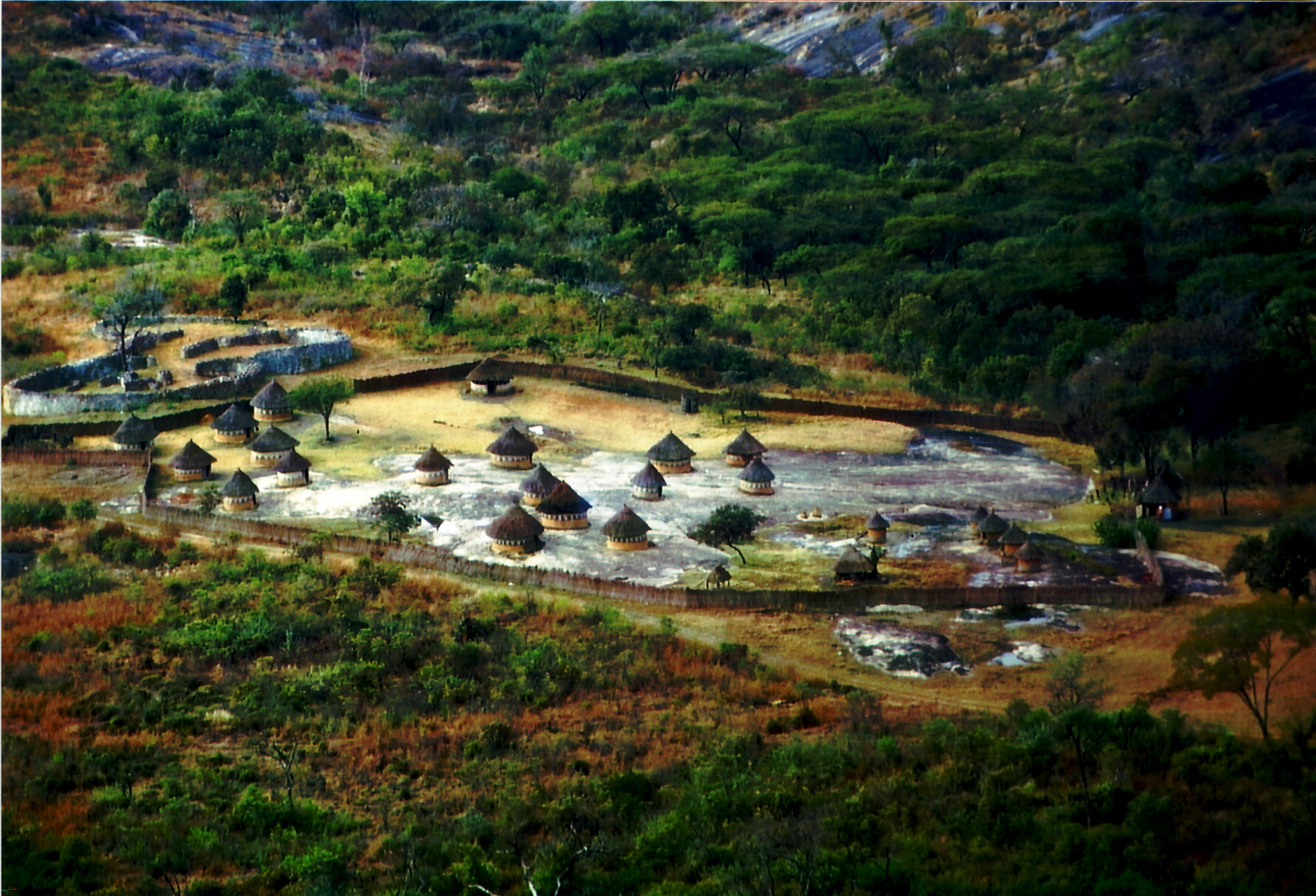
Museales Shonadorf, 1996

Östlich der Ruinen wurde 1986 ein museales Modell eines Shona-Dorfes des 19. Jahrhunderts als zusätzlicher Anziehungspunkt für die Touristen errichtet. Die Darstellung der Komponenten, des Personals und der Aktivitäten des Dorflebens wurden aber als wenig authentisch beschrieben. Insbesondere der Gebrauch von modernen Werkzeugen bei der Vorführung traditioneller Handwerke und die moderne Kleidung wurden bemängelt. Einige Forscher beschreiben eine Konfusion der Besucher und bewerten den Einfluss auf die Welterbestätte negativ.

### Besucher der Ruinen
Die Ruinen wurden seit ihrer Bekanntmachung durch Mauch und Bent immer wieder zum Ziel von Reisenden. So besuchte Cecil Rhodes die Ruinen bereits 1890. Königin Elisabeth II. besuchte die Anlage zweimal, zunächst auf einer dreimonatigen Südafrikareise im April 1947, zusammen mit ihrem Vater König Georg VI., ihrer Mutter Elizabeth und ihrer Schwester Prinzessin Margaret und erneut im Oktober 1991. Am 12. Juli 1993 war Prinzessin Diana zu Besuch in Groß-Simbabwe und am 20. Mai 1997 Nelson Mandela.

### Verkehrsanbindung
Es gibt viele lokale Busverbindungen zwischen den Ruinen und dem Busterminal in Masvingo. Von der Ruinenstätte aus gibt es aber auch Direktbusverbindungen (Coaches) nach Bulawayo oder Harare. Die nächsten internationalen Flughäfen sind im Norden der Flughafen Harare und im Süden der Flughafen Johannesburg.

## Sonstiges
| Die Ruinen waren von der Einführung der Simbabwe-Währungsnoten nach der Unabhängigkeit 1980 bis zur Aussetzung der Währung im Jahre 2008 auf dem 50 Z$-Schein abgebildet, der jedoch aufgrund der Hyperinflation seit 2000 kaum noch benutzt werden konnte. Einer der Simbabwe-Vögel war das Motiv der 1-Cent-Münze. Weiterhin wurde anlässlich der Aufnahme der Ruinenstätte in die Welterbeliste 1986 eine Z$1-Briefmarke herausgebracht, auf der die Große Einfriedung abgebildet ist. Eine weitere Briefmarke, diesmal mit dem konischen Turm und dem Vogel von Simbabwe, wurde 2005 herausgegeben. | 1-Cent-Münze | Groß-Simbabwe auf der Z$50 Note |

## Verzeichnis der Literatur, Karten und Dokumentationen

### Karten
- Digitale Übersichtskarten (englisch)
- TK 250 SF-36-1 Masvingo (englisch)

### Filme und Dokumentationen
- 1919: „Isban Israel“, Film, Regisseur: Joseph Albrecht[72]
- 1982: „Terra X – Rätsel alter Weltkulturen“ (43 Min.), Regie: Gottfried Kirchner, Peter Baumann, mit Dirk Steffens, Maximilian Schell und Frank Glaubrecht.[73]
- 1995: „Lost Civilizations“ (43 Min.), Regie: Jenny Barraclough, mit Hans-Peter Bögel.[74]
- 1996: „Great Railway Journeys: Great Zimbabwe to Kilimatinde“ (Henry Louis Gates Jr. und seine Familie reisen von Simbabwe nach Tansania), Regie: Nick Shearman[75]
- 2001: Dokumentation Forbidden Fruit (30 Min.), Regie: Sue Maluwa-Bruce[76]
- 2005: „Digging for the Truth: Quest for King Solomon’s Gold“ (45 Min.), Regie: Brian Leckey, mit Josh Bernstein.[77]
- 2009: „Geheimnisvolle Königreiche: Simbabwe“ (43 Min.), Regie: Ishbel Hall, mit Gus Casely-Hayford
- 2010: „BBC – Lost Kingdoms of Africa S01E03 Great Zimbabwe“ (51 Min.), mit Gus Casely-Hayford[78]
- 2016: Abenteuer Archäologie: Groß-Simbabwe: Enthüllung einer Ruinenstadt. (27 Min.), Regie: Agnès Molia, Mikael Lefrançois
- 2020: Elephant Refugees (1h 22 Min.), Regie: Louise Hogarth[79]